# Blatečky
Blatečky (německy Klein Blatzen) jsou malá vesnice a administrativní část obce Blatce v okrese Česká Lípa. Nachází se asi 1,5 kilometru jihozápadně od Blatců. Prochází zde silnice II/259. Blatečky leží v katastrálním území Tubož o výměře 5,78 km². Vesnice v Konrádovském dole je výchozím místem pro blízké horolezecké terény, např. pískovcové věže Sněhurka a sedm trpaslíků. V samotné vsi je řada stavení typicky zdejší lidové architektury.

## Historie
První písemná zmínka o vesnici je z roku 1414, kdy byly Blatečky uvedeny jako součást houseckého panství. V období let 1540–1623 patřily k vidimskému panství Václava Berky z Dubé staršího. Po bitvě na Bílé hoře mu bylo panství zkonfiskováno a získal jej Albrecht z Valdštejna. Po roce 1700 patřily k Stránce a spolu s ní až do roku 1756 augustiniánům.
Ves má dvě části. Starší horní, dříve pojmenovaná jako osada Motzgrund, je přístupná ze silničky od Dubé na Blatce. Leží na vyvýšeném ostrohu (351 metrů) a dochovaly se v ní tři z původních jedenácti zděných stavení. Jižní část vsi je mladší. Stojí v ní řada roubených chalup, z nichž některé jsou památkově chráněny (čp. 4 a 13). Tudy je vedena silnice II/259 z Dubé na Mšeno.

## Obyvatelstvo
Při sčítání lidu v roce 1921 ve vsi žilo osmdesát obyvatel (z toho 37 mužů), z nichž byl jeden Čechoslovák a 79 Němců. Všichni se hlásili k římskokatolické církvi. Podle sčítání lidu z roku 1930 měla vesnice 66 obyvatel: jednoho Čechoslováka a 65 Němců. I tenkrát všichni byli římskými katolíky.